# New Haven (hrabstwo Adams)
New Haven – miasto w Stanach Zjednoczonych, w stanie Wisconsin, w hrabstwie Adams.